# Samuel Umtiti
Samuel Umtiti   (Yaoundé, 14 de novembre de 1993) és un futbolista professional franco-camerunès que juga com a defensa.
Anteriorment va jugar a la US Lecce la temporada 2022/23, cedit pel FC Barcelona. L'1 de juliol del 2023 el club i el jugador van anunciar la rescissió del contracte vigent fins al 2025/26. Posicionalment, pot jugar tant de defensa central com de lateral esquerre.
Format a l'Olympique de Lió de la Ligue 1, Umtiti també ha jugat a les categories inferiors de la selecció francesa, tant a la sub-17, com a la sub-18 i la sub-19. El 2010 va disputar el campionat d'Europa sub-17, on va arribar a semifinals, perdent 2-1 contra Anglaterra. Umtiti va ser seleccionat per disputar l'Eurocopa 2016 amb la selecció francesa, en substitució del jugador del Barça, Jérémy Mathieu, que s'havia lesionat.
El 12 de juliol de 2016 el FC Barcelona va fer oficial el seu fitxatge, per 25 milions d'euros.

## Carrera esportiva
Samuel Umtiti va néixer al Camerun, i és el més petit d'una família de quatre germans. Amb dos anys, la seva família s'establí a Lió. Va començar a practicar el futbol als cinc anys en un club de Lió, el FC Menival, amb el seu amic Sébastien Flochon. El 2002, els caçatalents de l'Olympique de Lió el van detectar quan tenia vuit anys. Amb l'Olympique va començar jugant de davanter, després de migcampista i finalment com a defensa. Va portar sovint el braçalet de capità en les categories inferiors del Lió.
Paral·lelament a la seva formació com a futbolista, va estudiar màrqueting a l'institut Frédéric Faÿs de Villeurbanne on també estudien altres joves talents del Lió.

### Olympique Lyonnais
El 2011, Samuel Umtiti realitzà per primera vegada la pretemporada amb el primer equip. L'entrenador Claude Puel li va donar la titularitat en un partit de l'Emirates Cup contra el Celtic de Glasgow.
El 8 de gener de 2012 va debutar professionalment contra l'AS Lyon Duchère, a la Copa de França, en un partit que va guanyar per 3-1 i en què va disputar tot el partit.
L'entrenador Rémi Garde seduït per la sortida de pilota d'Umtiti, la seva serenitat i la seva qualitat en el joc, el va posar de titular en l'eix de la defensa en el seu primer partit de Lliga davant el Montpeller el 14 de gener del 2012. Rémi Garde explicava el següent: "El Lió buscava un defensa central i jo li vaig dir a la directiva que no valia la pena gastar diners en fitxatges tenint a joves amb un gran avenir com Samuel Umtiti".
Umtiti signà el seu primer contracte professional el 28 de març de 2012. Durant la seva primera temporada com a professional, va participar en 18 partits.
La temporada següent (2012-2013), Umtiti jugà els seus primers partits en competició europea participant en l'Europa League. Va jugar un total de 32 partits.
La temporada 2013-2014, el seu paper al Lió va ser cada vegada més important i va jugar els seus primers partits a la Lliga de campions. El Lió no va passar de la lligueta en Champions i arribà als quarts de final a l'Europa League, on fou eliminat per la Juventus de Torí.
El 16 de maig de 2015, Umtiti va jugar el seu partit número 100 a primera divisió davant els Girondins de Bordeus. El 26 de setembre del mateix any portà el braçalet de capità per primera vegada en un partit de Ligue 1.
El 20 de juliol de 2015, tot i ser sol·licitat per diversos grans d'Europa (Manchester, Arsenal, Barça), Umtiti decidí renovar el seu contracte fins a l'any 2019 amb l'Olympique de Lió, club en el qual militava des de l'any 2002.

### F.C. Barcelona
El 4 de juliol de 2016 el Lió arribà a un acord amb el FC Barcelona pel traspàs del jugador per un valor de 25 milions d'euros, el qual es va fer oficial el 12 de juliol del 2016. Va ser presentat oficialment divendres 15 de juliol a Barcelona. El 17 d'agost de 2016 va debutar amb el FC Barcelona al partit de tornada de la Supercopa d'Espanya que el Barça va guanyar per 3–0 a casa contra el Sevilla FC i que li va permetre de guanyar el trofeu.
Umtiti va patir una lesió de genoll el setembre de 2016 mentre entrenava, cosa que va fer que es perdés un crucial partit de lliga contra l'Atlètic de Madrid. Va marcar el seu primer gol amb el club el 4 de març de 2017, contra el Celta de Vigo en una victòria del Barça per 5–0 al Camp Nou. Posteriorment jugaria un rol vital al partit de tornada dels setzens de final de la Lliga de Campions de la UEFA 2016–17 contra el Paris Saint-Germain FC, com a titular en una defensa de tres centrals amb Gerard Piqué i Javier Mascherano. Umtiti va ajudar a remuntar un 4–0 de la primera volta, per posar fi a una victòria per 6–1, la remuntada més gran en la història de la Champions League. Acabaria la seva primera temporada guanyant la Copa del Rei i establint-se com a titular al centre de la defensa fent parella amb Piqué.
Establert com a central titular, en un any en què el Barça va perdre Neymar, Umtiti va començar la temporada següent amb grans actuacions, sota la direcció del nou entrenador Ernesto Valverde. El 2 de desembre, Umtiti es va lesionar l'isquiotibial dret, i va estar de baixa vuit setmanes. Umtiti va marcar el gol de la victòria contra el València CF al Camp Nou, el 14 d'abril, en un partit que acabà 2–1 pel Barça. Una setmana després, el 21 d'abril, fou titular a la final de la Copa del Rei, guanyada per 5–0 contra el Sevilla a l'Estadi Metropolitano. En aquesta segona temporada al Barça, Umtiti va guanyar també la lliga, jugant 40 partit i marcant un gol entre totes les competicions.
El 3 de juny de 2018, Umtiti va signar un nou contracte per cinc anys amb el FC Barcelona, amb una clàusula de rescissió de 500 milions d'euros. Umtiti fou suplent a la Supercopa d'Espanya 2018 rere Piqué i el nou fitxatge Clément Lenglet. Tot i que no va jugar, el FC Barcelona va guanyar 2–1 contra el Sevilla, i Umtiti va obtenir el seu cinquè trofeu des de l'arribada al club.
El 2018, Umtiti va patir una nova lesió de genoll, que podria haver-se operat, però va optar per un tractament conservador, i va jugar la Copa del Món de futbol 2018, que va guanyar amb França. Però això va fer que Umtiti passés la major part de la temporada lesionat. L'abril de 2019 es rumorejava la seva sortida del Barça, a causa del fet que no s'havia recuperat correctament de la lesió de genoll, i al fet que en el seu lloc, Lenglet feia grans actuacions. L'agost de 2020, mentre es recuperava de la lesió de genoll, va donar positiu per COVID-19. La temporada 2020-21 també va jugar molt escadusserament, afectat per lesions i baixa forma, i l'estiu de 2021, en el marc de la crisi financera que patia el Barça, el club va convidar-lo a marxar.
La pretemporada 2022-23 l'entrenador Xavi Hernández el va deixar fora de la gira americana de l'equip, per tal que es busqués un equip, ja que no hi comptava per la temporada. L'1 de juliol del 2023 el jugador i el Barça van fer públic un acord que el desvinculava de l'equip per la seva alta fitxa.

#### Cessió al Lecce
El 25 d'agost de 2022, el Barça va anunciar que havia arribat a un acord amb el US Lecce de la Serie A per la cessió del jugador fins al 30 de juny de 2023, sense opció de compra. Va fer el seu debut amb el club el 9 d'octubre, començant com a titular i jugant els 90 minuts sencers en una derrota per 2-1 contra l'AS Roma en partit de la Serie A 2022-23.
El 4 de gener de 2023, va patir un episodi de racisme, juntament amb el seu company d'equip Lameck Banda, per un grup d'aficionts de l'equip contrari durant un partit de lliga contra la S.S. Lazio. Els aficionats de la Lazio implicats van dirigir-se als dos jugadors amb càntics racistes durant la major part del partit. i l'àrbitre Livio Martinelli es va veure obligat a interrompre el partit durant uns minuts durant la segona part. El partit finalment va acabar amb una victòria per 2-1 per al Lecce. Umtiti, que va esclatar a plorar després del xiulet final i va ser elogiat per la seva actuació al terreny de joc, va ser defensat pels seguidors del Lecce, que havien intentat ofegar l'abús amb contracants d'elogi al francès durant la segona part; El mateix president del club, Saverio Sticchi Damiani, també va defensar els dos jugadors maltractats en l'últim partit. La Lazio va demanar disculpes pel comportament dels seus seguidors emetent un comunicat oficial a les xarxes socials. mentre que el president de la FIFA Gianni Infantino va mostrar suport a Umtiti i Banda a través d'un missatge al seu perfil d'Instagram.

### Selecció francesa

#### Categories inferiors

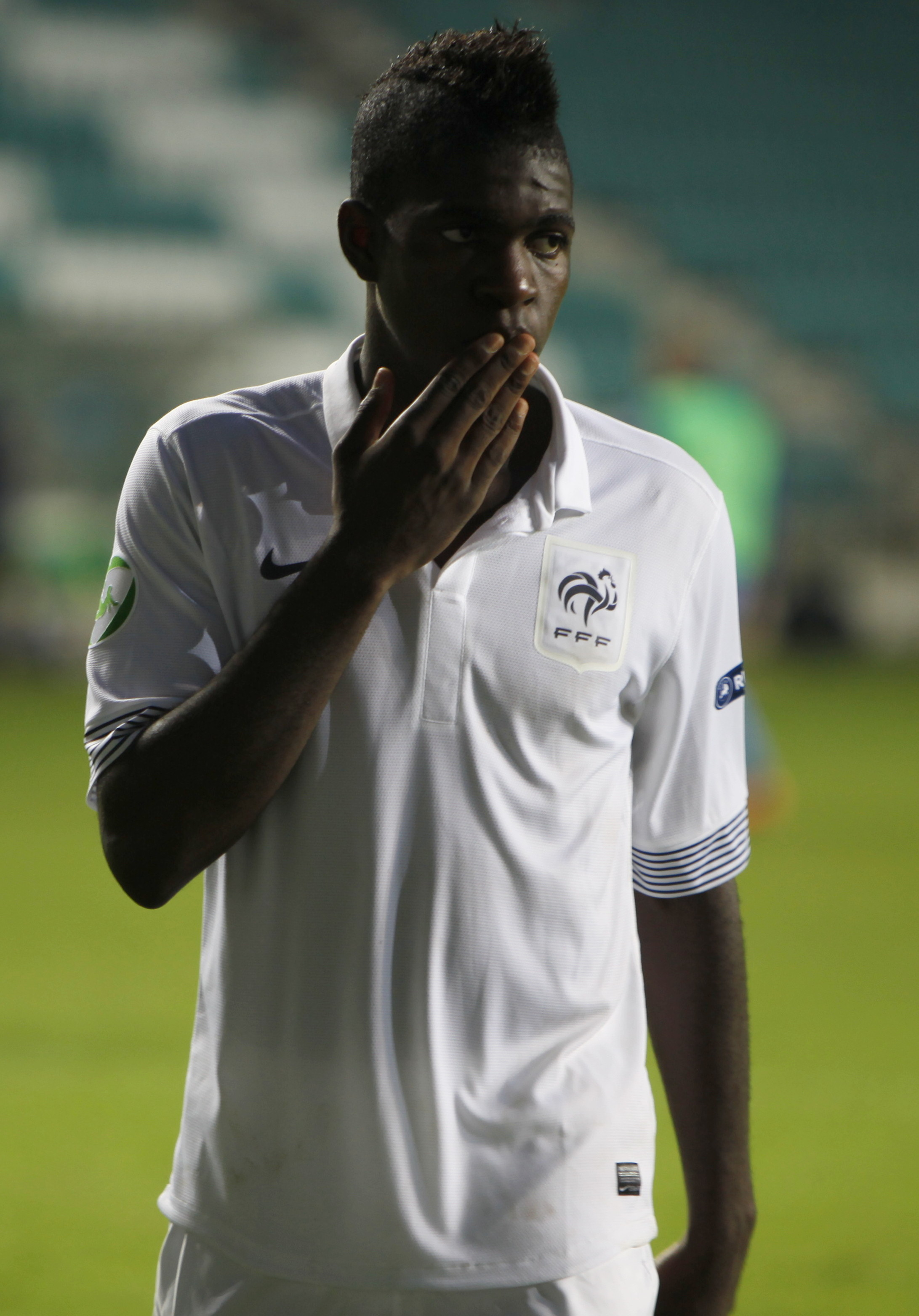
Umtiti jugant amb la selecció francesa sub-19, el 2012

Umtiti va participar en diversos equips de les categories inferiors de la selecció francesa, començant per la sub-17 i fins a arribar a la sub-21. Va ser membre integral de l'equip francès que va aconseguir la primera victòria de la història al Campionat del Món sub-20, concretament en l'edició de 2013. Va disputar gairebé tots els partits d'aquella competició, amb l'excepció de la final contra la selecció de l'Uruguai, ja que en les semifinals, contra la selecció ghanesa, havia rebut una tarjeta vermella.

#### Selecció absoluta
Samuel Umtiti va néixer a la ciutat camerunesa de Yaoundé, on hi va passar els seus primers dos anys de vida. Per aquest motiu, tant la Federació Camerunesa de Futbol com l'exinternacional Roger Milla van trobar-se amb els seus representants en un intent, infructuós, perquè Umtiti jugués amb la selecció camerunesa.
Finalment, Umtiti va ser convocat per Didier Deschamps per formar part de l'equip francès a l'Eurocopa de 2016, després de la lesió de Jérémy Mathieu. Umtiti, doncs, va debutar amb la selecció francesa el 3 de juliol en el partit de quarts de final d'aquesta competició, que enfrontava França, l'amfitriona, amb la selecció islandesa, a l'Stade de France, substituint al central titular Adil Rami, que havia estat sancionat. Així, Umtiti es convertia en el primer jugador que debutava amb França en una fase final, després de Gabriel De Michèle al Campionat del Món de 1966. En aquell partit, Umtiti va realitzar 77 passades, sense cap error, i França va acabar imposant-se per 5-2. A partir d'aquell moment, va disputar com a titular els dos partits que acabaria per jugar França, les semifinals i la final, que França perdria contra Portugal, per 0-1, gràcies a un gol d'Éder.

## Palmarès
Olympique Lyonnais
- Copa francesa (1): 2011-12
- Supercopa francesa (1): 2012

FC Barcelona
- Lliga espanyola (2): 2017-18[37] i 2018-19
- Copa del Rei (3): 2016-17,[38] 2017-18[39] i 2020–21[40]
- Supercopa d'Espanya (2): 2016[41] i 2018[42]

Selecció francesa
- Copa del Món (1): 2018
- Copa del Món sub-20 (1): 2013

## Estadístiques
Actualitzat l'1 de maig de 2016'
| Club | Temporada | Lliga   | Lliga | Copa    | Copa | Copa de la Lliga | Copa de la Lliga | Europa  | Europa | Total   | Total |
| Club | Temporada | Partits | Gols  | Partits | Gols | Partits          | Gols             | Partits | Gols   | Partits | Gols  |
| ---- | --------- | ------- | ----- | ------- | ---- | ---------------- | ---------------- | ------- | ------ | ------- | ----- |
| Lió  | 2011-12   | 12      | 0     | 3       | 0    | 3                | 0                | 0       | 0      | 18      | 0     |
| Lió  | 2012-13   | 26      | 1     | 0       | 0    | 0                | 0                | 6       | 1      | 32      | 2     |
| Lió  | 2013-14   | 28      | 0     | 1       | 0    | 3                | 0                | 10      | 0      | 42      | 0     |
| Lió  | 2014-15   | 35      | 1     | 2       | 0    | 1                | 0                | 2       | 1      | 40      | 2     |
| Lió  | 2015-16   | 28      | 1     | 2       | 0    | 1                | 0                | 4       | 0      | 35      | 1     |
| Lió  | Total     | 129     | 3     | 8       | 0    | 8                | 0                | 22      | 2      | 167     | 5     |